# Juwan Johnson
Juwan Johnson (* 6. Mai 1997 in Stratford, New Jersey) ist ein US-amerikanischer American-Football-Spieler auf der Position des Tight Ends. Er spielt für die New Orleans Saints in der National Football League (NFL).

## College
Johnson besuchte zunächst die Pennsylvania State University und spielte für die Penn State Nittany Lions drei Jahre lang College Football. In seinem letzten College-Jahr wechselte er an die University of Oregon, um für das dortige Team, die Ducks, zu spielen. An beiden Schulen bekleidete er die Position des Wide Receivers. Insgesamt konnte er 1590 Yards erlaufen und sechs Touchdowns erzielen.

## NFL
Beim NFL Draft 2020 fand Johnson keine Berücksichtigung, wurde aber von den Saints als Undrafted Free Agent von den Saints verpflichtet, schaffte er es allerdings nur in den Practice Squad. Im Laufe der Saison wurde er aber immerhin für einzelne Spiele aktiviert, kam auch zum Einsatz, vier Mal sogar als Starter.
 Da die Mannschaft auf seiner angestammten Position gut besetzt war, wurde er von seinen Trainern zum Tight End umfunktioniert. Ab der Spielzeit 2022, bislang seine erfolgreichste mit sieben Touchdowns, wird er ausschließlich als Tight End aufgeboten.
 Im März 2025 unterschrieb er einen neuen Dreijahresvertrag über 30,75 Millionen US-Dollar, 21,25 davon garantiert.